# افسانه‌های راز و خیال
افسانه‌های راز و خیال نام یک کتاب ادبی است که توسط ادگار آلن‌پو، نویسندهٔ اهل آمریکا نوشته شده‌است. این کتاب یکی از آثار مشهور ادبی جهان است.